# 유럽 군단
유럽 군단(유럽軍團, 독일어: Eurokorps, 프랑스어: Corps Européen)은 독일 연방 육군과 프랑스 육군이 1993년에 창설한 유럽 연합 소속의 다국적 여단이다. 현재 가입국 5개와 제휴국 6개로 총 11개 국가가 유럽 군단을 편성하고 있다. 

## 참여국

### 참가국
- 독일
- 프랑스
- 벨기에
- 룩셈부르크
- 폴란드
- 스페인

### 제휴국
- 오스트리아
- 그리스
- 이탈리아
- 루마니아
- 튀르키예

## 활동
보스니아 헤르체고비나 및 코소보에 투입되어 평화유지군 활동을 했고, 아프리카 국가인 중앙아프리카 공화국, 말리에 파병되어 평화유지군 활동을 하였다. 아프가니스탄에도 파병되었다.
북대서양 조약 기구와 합동 훈련도 진행하고 있다.

## 조직
- 군단장(COMEC) (중장)[1]
- 부군단장(DCOM) (소장)
  - 법무실장
  - 공보실장
  - 의무실장
  - 기획조정실장
- 참모장(COS) (소장)

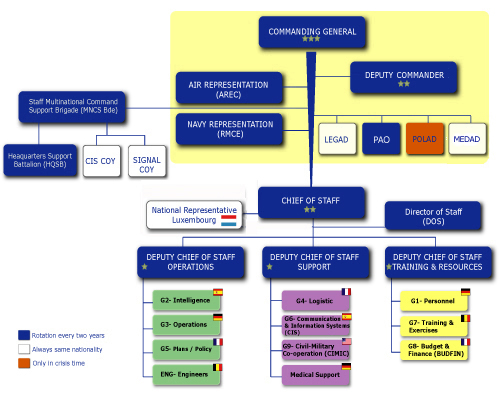
유럽 군단의 조직도

  - 작전 부참모장(DCOS OPS) (준장)
    - 정보과
    - 작전과
    - 기획정책과
    - 공병

  - 군수 부참모장(DCOS SPT) (준장)
    - 군수과
    - 정보통신과
    - 민군협력과
    - 의무

  - 교육 부참모장(DCOS PLANS) (준장)
    - 인사과
    - 훈련과
    - 재정과

## 역대 군단장
- 야로스와프 그로마진스키 중장[2]
- 피오트르 블라제우시 중장[3]